# Communauté de communes Côtes de Champagne et Saulx
La Communauté de communes Côtes de Champagne et Saulx est une ancienne structure intercommunale française, située dans le département de la Marne.
Elle regroupait 35 communes et environ 8 000 habitants. 

## Historique
La loi du 16 décembre 2010 de réforme des collectivités territoriales visait trois objectifs :
- Achever la carte intercommunale par le rattachement des dernières communes isolées à des EPCI à fiscalité propre,
- Rationaliser le périmètre des EPCI à fiscalité propre existants,
- Simplifier l’organisation par la suppression des syndicats devenus obsolètes ou n’étant plus pertinents en missions ou en périmètres.

Elle fixait également comme impératif la constitution d'EPCI à fiscalité propre regroupant au moins 5 000 habitants (sauf caractéristiques géographiques particulières de certains espaces, telles que notamment l'insularité, une frontière physique majeure ou une très faible densité démographique). Dans chaque département, doit être établi avant le 31 décembre 2011 un schéma départemental de coopération intercommunale prévoyant une couverture intégrale du territoire par des établissements publics de coopération intercommunale à fiscalité propre et la suppression des enclaves et discontinuités territoriales, au vu d'une évaluation de la cohérence des périmètres et de l'exercice des compétences des groupements existants.
Le schéma départemental de coopération intercommunale de la Marne, répondant aux objectifs fixés par la loi, est arrêté le 19 décembre 2011. Il est mis en œuvre de 2012 à 2013.
Le projet de périmètre du nouvel établissement public de coopération intercommunale issu de la fusion de : 
- la Communauté de communes de Saint-Amand-sur-Fion, 
- de la Communauté de communes des Côtes de Champagne, 
- de la Communauté de communes des Trois Rivières 
- et de la Communauté de communes de Champagne et Saulx 
en y incluant la commune de Merlaut est défini par  arrêté préfectoral du 20 novembre 2012. Mais celui-ci rencontre l'opposition d'un grand nombre de communes. Un projet alternatif est proposé par Charles de Courson mais reçoit également un avis négatif d'un grand nombre de communes.
Devant ce désaccord et la nécessité d’achever la couverture intercommunale du département de la Marne, de rationaliser le périmètre des intercommunalités existantes et d’accroître leur solidarité financière, le préfet, comme la loi l'y autorise dans ce cas-là, prend un arrêté définissant d'office le périmètre de la nouvelle intercommunalité issue de la fusion de la Communauté de communes de Champagne et Saulx, de la Communauté de communes des Côtes de Champagne, de la Communauté de communes de Saint-Amand-sur-Fion et de la Communauté de communes des Trois Rivières en y incluant la commune isolée de Merlaut, invoquant le fait que les communes qui ont délibéré défavorablement l'ont fait au motif que l'arrêté de projet de périmètre précité excluait la commune de Couvrot de cette fusion, mais qu'elles n'y étaient pas foncièrement opposées.
Ainsi la nouvelle structure intercommunale comprend 35 communes issues de la fusion des communautés de communes CC des Côtes de Champagne (14 communes), CC des Trois Rivières (7 communes), CC de Champagne et Saulx (10 communes), CC de Saint Amand sur Fion (3 communes) et d'une commune isolée (Merlaut). 
Conformément aux prévisions du schéma départemental de coopération intercommunale (SDCI) de la Marne du 30 mars 2016, la communauté de communes fusionne le 1er janvier 2017 avec cinq des sept communes de Saulx et Bruxenelle (Étrepy, Pargny-sur-Saulx, Blesme, Saint-Lumier-la-Populeuse, Sermaize-les-Bains) pour former la nouvelle communauté de communes Côtes de Champagne et Val de Saulx.

## Territoire communautaire

### Géographie
Département de la Marne.

### Composition
La structure, d'une superficie de  410,70 km2 était composée des trente-cinq communes suivantes :
| Nom                        | Code Insee | Gentilé                    | Superficie (km2) | Population (dernière pop. légale) | Densité (hab./km2) |
| -------------------------- | ---------- | -------------------------- | ---------------- | --------------------------------- | ------------------ |
| Vanault-les-Dames (siège)  | 51590      | Vanaultiers                | 19,97            | 383 (2014)                        | 19                 |
| Alliancelles               | 51006      | Argencelliers              | 6,93             | 142 (2014)                        | 20                 |
| Bassu                      | 51039      | Bassutiers                 | 10,29            | 128 (2014)                        | 12                 |
| Bassuet                    | 51040      | Bachotains                 | 8,42             | 256 (2014)                        | 30                 |
| Bettancourt-la-Longue      | 51057      | Bettancourtois             | 6,09             | 82 (2014)                         | 13                 |
| Bignicourt-sur-Saulx       | 51060      | Bignicouriens              | 11,01            | 185 (2014)                        | 17                 |
| Brusson                    | 51094      |                            | 4,86             | 202 (2014)                        | 42                 |
| Bussy-le-Repos             | 51098      | Buxois                     | 22,64            | 138 (2014)                        | 6,1                |
| Changy                     | 51122      | Camiciens                  | 6,26             | 116 (2014)                        | 19                 |
| Charmont                   | 51130      | Charmontiers               | 22,79            | 218 (2014)                        | 9,6                |
| Heiltz-l'Évêque            | 51290      | Heilztvêquiers             | 9,43             | 303 (2014)                        | 32                 |
| Heiltz-le-Maurupt          | 51289      |                            | 16,27            | 417 (2014)                        | 26                 |
| Jussecourt-Minecourt       | 51311      | Jussecouriers-Minecouriers | 8,92             | 208 (2014)                        | 23                 |
| Le Buisson                 | 51095      | Buissonniers               | 6,77             | 81 (2014)                         | 12                 |
| Lisse-en-Champagne         | 51325      |                            | 8,29             | 124 (2014)                        | 15                 |
| Merlaut                    | 51363      | Merlaudiers                | 5,04             | 245 (2014)                        | 49                 |
| Outrepont                  | 51420      | Outrepontois               | 3,72             | 93 (2014)                         | 25                 |
| Plichancourt               | 51433      | Plichancurtiens            | 5,89             | 244 (2014)                        | 41                 |
| Ponthion                   | 51441      |                            | 7,26             | 112 (2014)                        | 15                 |
| Possesse                   | 51442      | Possessiens                | 35,87            | 167 (2014)                        | 4,7                |
| Reims-la-Brûlée            | 51455      |                            | 6,51             | 230 (2014)                        | 35                 |
| Saint-Amand-sur-Fion       | 51472      | Godins                     | 28,40            | 1 060 (2014)                      | 37                 |
| Saint-Jean-devant-Possesse | 51489      |                            | 5,33             | 37 (2014)                         | 6,9                |
| Saint-Lumier-en-Champagne  | 51496      | Escarnots                  | 8,56             | 264 (2014)                        | 31                 |
| Saint-Quentin-les-Marais   | 51510      | Saint-Quentinois           | 6,56             | 135 (2014)                        | 21                 |
| Sogny-en-l'Angle           | 51539      | Sognoliots                 | 6,66             | 52 (2014)                         | 7,8                |
| Val-de-Vière               | 51218      | Vierois                    | 19,25            | 129 (2014)                        | 6,7                |
| Vanault-le-Châtel          | 51589      | Vanautiers                 | 34,78            | 177 (2014)                        | 5,1                |
| Vauclerc                   | 51598      | Vauclériens                | 6,09             | 500 (2014)                        | 82                 |
| Vavray-le-Grand            | 51601      | Vavryons                   | 7,00             | 176 (2014)                        | 25                 |
| Vavray-le-Petit            | 51602      | Vavryons                   | 5,39             | 66 (2014)                         | 12                 |
| Vernancourt                | 51608      | Vernancouriers             | 8,98             | 90 (2014)                         | 10                 |
| Villers-le-Sec             | 51635      | Villeriens                 | 5,80             | 118 (2014)                        | 20                 |
| Vitry-en-Perthois          | 51647      | Pavois                     | 17,49            | 878 (2014)                        | 50                 |
| Vroil                      | 51658      | Vrotiers                   | 10,34            | 109 (2014)                        | 11                 |

## Organisation

### Siège
Le siège de la communauté de communes est à Vanault-les-Dames, 8 place du Matras.

### Élus
La Communauté d'agglomération est administrée par son Conseil communautaire, composé de 39 conseillers communautaires, qui sont des conseillers municipaux  représentant chaque commune membre.
Le conseil communautaire du 16 avril 2014 a réélu son président, Charles De Courson, maire de Vanault-les-Dames et Député de la Marne et désigné ses vice-présidents, qui sont : 
1. André Halipré, maire de Saint-Lumier-en-Champagne, chargé des finances et du personnel ;
2. Christian Oblet, maire de Vauclerc, chargé de la voirie ;
3. Claude Guichon, maire de Bussy-le-Repos, chargé de l’économie et à l’environnement ;
4. Pascal Tramontana, maire de Brusson, chargé des écoles ;
5. Sylvain Lanfroy, maire de Saint-Amand-sur-Fion, chargé de la culture, du sport, des pompiers et des services à la personne.

Le bureau, composé du président, des 5 vice-présidents et de 6 autres membres, constitue l'exécutif de l'intercommunalité pour  le mandat 2014-2020.

### Liste des présidents
| Période        | Période       | Identité           | Étiquette | Qualité |
| -------------- | ------------- | ------------------ | --------- | --- |
| 9 janvier 2014 | décembre 2016 | Charles De Courson | UDI (NC)  | Magistrat à la Cour des comptes Maire de Vanault-les-Dames (1986 → ) Député de la Marne (5e circ.) (1993 → ) Conseiller général d'Heiltz-le-Maurupt (1986 → 2015) Président de la CC des Côtes de Champagne ( ? → 2013) Réélu pour le mandat 2014-2020 |

### Compétences
Nombre total de compétences exercées : 29
L'intercommunalité exerce les compétences qui lui sont transférées par les communes membres, conformément aux dispositions légales.

### Régime fiscal et budget
La communauté de communes perçoit une fiscalité additionnelle aux impôts locaux des communes, sans FPZ (fiscalité professionnelle de zone) et sans FPE (fiscalité professionnelle sur les éoliennes).
Elle a bénéficié d'une subvention de 9 000 € en 2014 au titre de la réserve parlementaire du député Charles de Courson, président de l'intercommunalité, en vue d'achats d'équipements et de matériels pour le groupe scolaire de Heiltz-le-Maurupt.

### Organismes de regroupement
L'intercommunalité est membre du Pays Vitryat.